# Пузицький Антін Олексійович
Пузи́цький Анті́н Олекс́ійович (*13 січня 1877 — †1945, Каліш, Польща) — український військовий діяч, генерал-хорунжий Армії УНР. Автор спогадів.

## Життєпис
Походив із селян селища Ставище Таращанського повіту Київської губернії.
1902 року закінчив Одеське піхотне юнкерське училище, служив у 5-му піхотному Калузькому полку (м. Біла). Брав участь у Російсько-японській війні.
Закінчив Офіцерську стрілецьку школу (1912), офіцерські кулеметні курси в Оранієнбаумі.
На фронт Першої світової війни вирушив штабс-капітаном, командиром кулеметної роти. Був одним із десяти офіцерів, що вцілили після цілковитого розгрому 5-го Калузького полку під час загибелі 2-ї російської армії генерала Самсонова у Східній Прусії.
У 1915 р. — командир батальйону відновленого 5-го Калузького полку. З 1916 р. — помічник командира полку.
У листопаді 1916 р. через поганий стан здоров'я (мав на той час 5 поранень та 2 контузії) перевівся командиром батальйону до 1-го Кулеметного запасного полку. З січня 1917 р — помічник командира цього полку.
У вересні 1917 р. був призначений командиром 2-го пішого прикордонного полку.
З 25.10.1917 р. Полковник російської царської армії.
За Першу світову війну був нагороджений всіма орденами до Святої Анни II ступеня з мечами, Георгіївською зброєю.
У серпні 1917 р. зголосився до розпорядження Українського генерального військового секретаріату. У жовтні 1917 р. був призначений уповноваженим з українізації 6-го армійського корпусу (незабаром перетворений на 2-й Січовий Запорізький).
У період Гетьманату — командир 1-го полку Сірої Дивізії. В його полку провадив політико-виховну роботу відомий український поет П. Тичина.
З вояків-українців 16-ї піхотної дивізії 6-го армійського корпусу створив 4-ту Січову дивізію та 4-ту Січову артилерійську бригаду. Був начальником штабу 4-ї Січової дивізії військ Центральної Ради. З січня 1918 р. — начальник 4-ї Січової дивізії.
У березні 1918 р. у зв'язку з загальною демобілізацією, оголошеною Центральною Радою, розформував рештки дивізії у Києві.
З 12 квітня 1918 р. — помічник губернського комісара Таврії.
З 22 червня 1918 р. командир 43-го пішого Грайворонського полку Армії Української Держави.
З серпня 1918 р. — командир 1-го Сірожупанного полку Армії Української Держави.
З грудня 1918 р. — командир 1-ї бригади 1-ї Сірожупанної дивізії.
З 27 лютого 1919 р. — начальник 17-ї пішої дивізії Дієвої армії УНР. 06 травня 1919 р. (фактично — раніше) був усунутий з посади начальника дивізії за співчуття Оскілківському заколоту.
26 травня 1919 р. потрапив до польського полону у Дубно. 02 жовтня 1919 р. повернувся з полону, перебував у розпорядженні штабу Дієвої армії УНР.
З жовтня 1919 р. — начальник 1-ї дивізії Залізничної охорони Дієвої армії УНР (перебувала у стадії формування).
З кінця липня 1920 р. — помічник командира 2-ї збірної запасової бригади (згодом — 2-ї бригади 1-ї Кулеметної дивізії).
З 01 серпня 1920 р. — начальник штабу 7-ї запасової бригади Армії УНР.
З кінця вересня 1920 р. — командир окремого загону 1-ї Кулеметної дивізії Армії УНР. З 04 листопада 1920 р. — заступник начальника 1-ї Кулеметної дивізії Армії УНР.
З червня 1921 р. — начальник 5-ї Херсонської стрілецької дивізії Армії УНР.
02 серпня 1921 р. підвищений до звання генерал-хорунжого Армії УНР.
Був інтернований у таборі для військовополонених в Каліші, де очолив рештки 5-ї Херсонської стрілецької дивізії.
З 1923 р. жив на еміграції у Польщі.
Опікувався товариством гімназійної молоді «Запорожець». 1927 року введений до Вищого командного складу Армії УНР.
У 1944 р. виїхав до Німеччини. Зник безвісти вночі проти 31 липня 1945 року, відставши від потягу з українськими біженцями між ст. Герсфельд та Фульда.
Помер 1945 р., похований в Каліші в Польщі.